# بتی استوه
 بتی استو (انگلیسی: Betty Stöve؛ زاده ۲۴ ژوئن ۱۹۴۵) یک تنیس‌باز اهل هلند است.